# Matayba camptoneura
Matayba camptoneura är en kinesträdsväxtart som beskrevs av Ludwig Radlkofer. Matayba camptoneura ingår i släktet Matayba och familjen kinesträdsväxter. Inga underarter finns listade i Catalogue of Life.